# Gábor Horváth (calciatore)
Gábor Horváth (Székesfehérvár, 4 luglio 1985) è un ex calciatore ungherese, difensore.

## Biografia
Suo padre, anch'egli di nome Gábor, è stato calciatore fra le file del Videoton, raggiungendo la finale di Coppa UEFA nella stagione 1984-1985.

## Palmarès

### Individuale
- Miglior calciatore ungherese dell'anno: 1

2009-2010